# Fritz Mauthner
Fritz Mauthner, född den 22 november 1849 i Horschitz, Böhmen, död den 29 juni 1923 i Meersburg vid Bodensjön, var en tysk författare.

## Verksamhet
Mauthner studerade juridik och medarbetade i pressen i Prag, som han 1876 lämnade för att bege sig till Berlin, där han sedermera var verksam som kritiker och författare. Han vann sin första stora framgång 1879 med en samling parodier på samtida tyska författare, Nach berühmten Mustern (2:a samlingen 1880, båda i många upplagor, samlade 1897). Andra kritiska och satiriska arbeten av Mauthner är Einsame Fahrten (1879), Von Keller zu Zola (1887), Schmock, oder die literarische Karrière der Gegenwart (1888) och Tote Symbole (1891).
Bland hans många noveller kan nämnas Vom armen Franischko (1880, 7:e upplagan 1886), Die Sonntage der Baronin (1880, 3:e upplagan 1881) och Der steinerne Riese (1897), bland hans romaner Xantippe (1884, 6:e upplagan 1894), Berlin W. (3 band, 1886-90) och Der letzte Deutsche von Blatna (1886, 5:e upplagan 1890).
Jämte dessa uddiga och journalistiskt turnerade skildringar från samtiden skrev Mauthner ett stort språkligt arbete, Beiträge zu einer Kritik der Sprache (3 band, 1901-02, ny upplaga 1910 ff.), som trots bristande vetenskaplig genomarbetning hade betydelse genom sin skarpsinniga och självständiga problembehandling utanför de gängse filologiska systemen. Till den sluter sig den lilla studien Die Sprache (1907) och den kritiska Wörterbuch der Philosophie (1910). Den svenske författaren och filosofen Lars Gustafsson diskuterade Mauthners språkkritik i sin avhandling Språk och lögn: en essä om språkfilosofisk extremism i nittonde århundradet (1978).
Små filosofiska monografier är Aristoteles (1904) och Spinoza (1906). Av Mauthners sista verk kan nämnas Der Atheismus und seine Geschichte im Abendlande (2 band, 1920-1921) och Erinnerungen (1918). Hans Ausgewählte Schriften utgavs 1919 i 6 band.
På svenska finns en titel av Fritz Mauthner, Den vilde jockeyen (1900).